# Le Saix
Le Saix település Franciaországban, Hautes-Alpes megyében. Lakosainak száma 132 fő (2022. január 1.). Le Saix Chabestan, Esparron, Oze, Saint-Auban-d’Oze és Savournon községekkel határos.

## Népesség
A település népességének változása:
| Lakosok száma | 90   | 77   | 64   | 81   | 103  | 103  | 107  | 117  | 121  | 132  |
|               | 1968 | 1982 | 1990 | 2006 | 2013 | 2015 | 2017 | 2019 | 2020 | 2022 |